# Тюшково (Костромская область)
Тюшково — опустевшая деревня в Буйском районе Костромской области России.
Входит в состав Барановского сельского поселения.

## География
Географическое положение
Расстояние до районного центра Буя по автодороге — 6 км. Ближайшие населённые пункты — Бараново — 2,6 км, Пескотнево — 840 м, Колодино — 1,7 км.

## История
С 30 декабря 2004 года, в соответствии с Законом Костромской области № 237-ЗКО, входит в образованное муниципальное образование Барановское сельское поселение.

## Население
| 2008 | 2010 | 2014 |
| ---- | ---- | ---- |
| 0    | →0   | →0   |

## Инфраструктура
Обслуживается почтовым отделением 157067 в Бараново (Главная ул, 3).

## Транспорт
Просёлочные дороги.